# ツヨクツヨク
「ツヨクツヨク」は、日本の音楽ユニット・mihimaru GTの10作目のシングル。

## 概要
- 前作「気分上々↑↑」から約2ヶ月ぶりのシングル。
- 表題曲はテレビアニメ『ガラスの艦隊』のオープニングテーマに使用された[1]。アニメタイアップを手掛けるのは「Life Gauge」以来となる。
- オリコンチャート初登場19位を獲得。「さよならのうた」以来2作ぶりにトップ10入りを逃した。

## 収録曲
1. ツヨクツヨク [3:52]
作詞：hiroko & mitsuyuki miyake & 湯汲哲也
作曲：mitsuyuki miyake & 湯汲哲也
編曲：鈴木Daichi秀行
自分たちの殻を破りたいという気持ちで制作された、ロック色の強い楽曲。hiroko曰く「弱い部分を受け入れることで強くなれると思い、自分の持つ弱さを書いた」という[2]。
ミュージック・ビデオはセブ島で撮影された[3]。
ももいろクローバーZがライブの定番曲としてカバーしており、ベストアルバム『桃も十、番茶も出花』などに収録。mihimaru GTが『ももクロ春の一大事2013』にゲスト出演し、コラボレーションで披露したこともある。
2021年にはアイドルグループの星座百景が、miyakeプロデュースのもとで、リミックスバージョンの「ツヨクツヨク」を発表した[4]。
2. Hello, Pansy!! [4:43]
作詞：hiroko & mitsuyuki miyake
作曲：mitsuyuki miyake
編曲：mitsuyuki miyake & 鈴木ヒロト
ライブを意識して制作された楽曲。歌詞はhiroko自身が好きな花であるパンジーを、いろんな思いを抱えながら観に来てくれる観客に見立てて書かれており、曲中のハンドクラップは「一緒やることで、辛い思いは消えて、楽しいことは2倍3倍に膨らむよ」という気持ちで取り入れられた[2]。
3. ツヨクツヨク (Instrumental) [3:52]
作曲：mitsuyuki miyake & 湯汲哲也
編曲：鈴木Daichi秀行
表題曲のインストゥルメンタル。
4. Hello, Pansy!! (Instrumental) [4:40]
作曲：mitsuyuki miyake
編曲：mitsuyuki miyake & 鈴木ヒロト
カップリング曲のインストゥルメンタル。

## 参加ミュージシャン
mihimaru GT
- hiroko：Vocals & Rap
- mitsuyuki miyake：Vocals & Rap、Programming

Additional Musician
- 鈴木Daichi秀行：Keyboards & Programming & Guitars & Bass (#1,3)
- 鈴木ヒロト：Keyboards & Programming (#2,4)
- 養父貴：Guitars (#2,4)
- 田辺トシノ：Bass (#2,4)
- 高田真：Drums (#1,3)
- DJ NON：Turntable (全曲)

## タイアップ
- テレビ朝日系列アニメ『ガラスの艦隊』オープニングテーマ (#1)

## 収録アルバム
- mihimagic (#1,2)
- THE BEST of mihimaru GT (#1)
- The Best Selection of ASIA (#1)
- 10th Anniversary BEST 2003-2013 (#1)
- THE SINGLE of mihimaru GT (#1)